# Jalovec skalní
Jalovec skalní (Juniperus scopulorum) je jehličnatá dřevina z čeledi cypřišovité (Cupressaceae). Je to nevysoký strom nebo keř s kuželovitou korunou a šupinovitými jehlicemi, podobný jalovci viržinskému. Pochází ze západních oblastí Severní Ameriky a je pěstován v řadě kultivarů jako okrasná dřevina. Mezi populární kultivary náleží např. úzce sloupcovitý, modrošedý kultivar 'Skyrocket'.

## Popis
Jalovec skalní je dvoudomý strom dorůstající výšky do 12 metrů. Některé okrasné kultivary jsou keřovité. Kmen je většinou jednoduchý, koruna kuželovitá nebo zaokrouhlená. Mladé větévky jsou hladké, tenké, lehce hranaté, kůra starších větévek je šupinovitě odlupčivá. Borka na kmeni je hnědá, odlupující se v úzkých pruzích. Jehlice jsou světle až tmavě zelené, často a povrchu modré až modrošedé, celokrajné, šupinovité i jehlicovité. Jehlicovité jehlice jsou 3 až 6 mm dlouhé a na svrchní straně nejsou ojíněné. Šupinovité jehlice jsou vstřícné, 1 až 3 mm dlouhé a téměř se nepřekrývají (max. do 1/5 délky). Na vrcholu jsou tupé až špičaté, na hřbetě kýlnaté až zaoblené a se žlázkou. Jalovčinky zrají 2. rokem a jsou přítomny ve dvou různých velikostech. Zralé jalovčinky jsou tmavě modré, na povrchu silně modrošedě ojíněné, 6 až 9 mm dlouhé, nezralé jsou světle hnědé a rovněž ojíněné. Obsahují většinou 2 (1 až 3) semena.

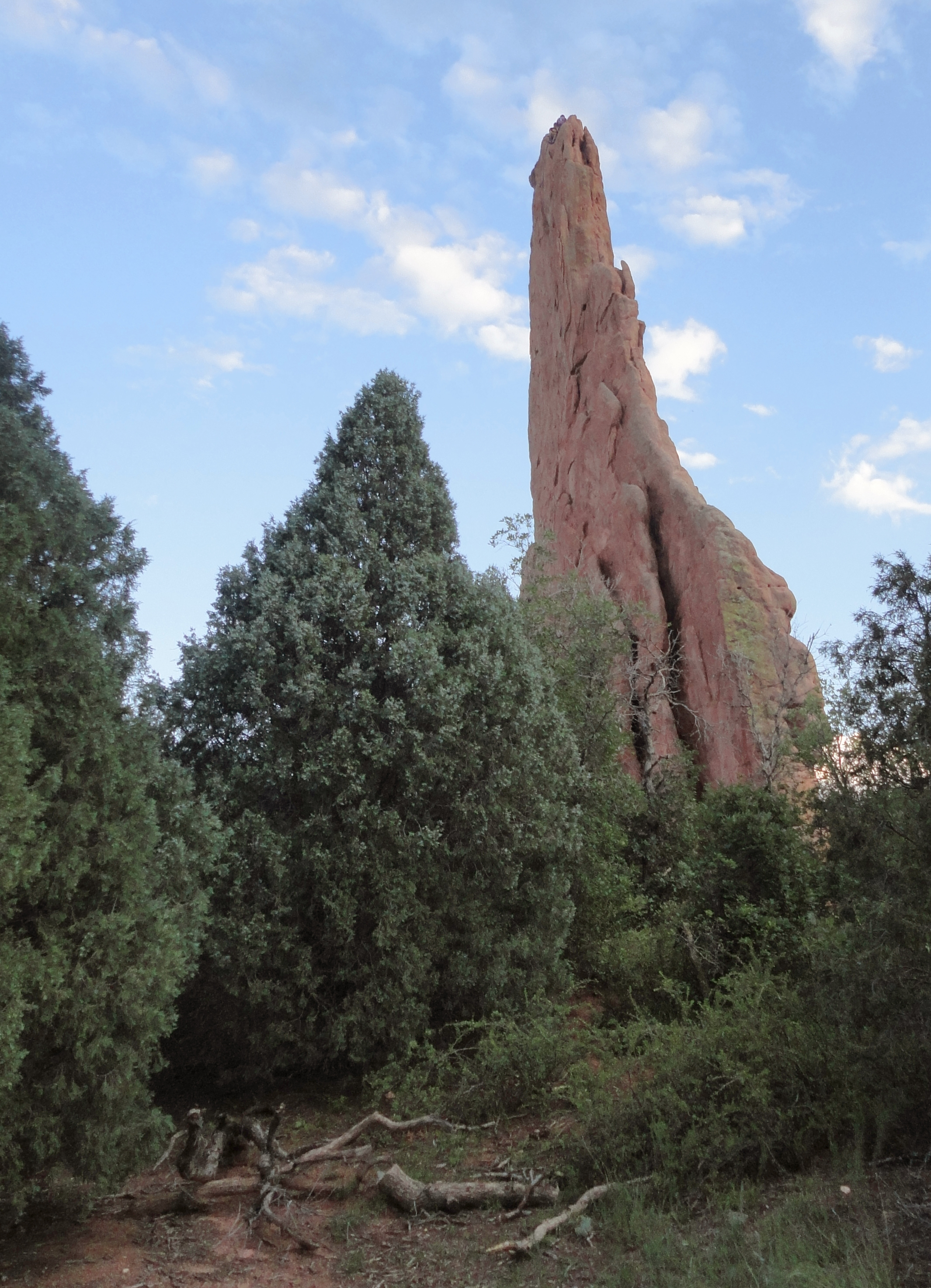
Habitus v přírodě (Colorado)
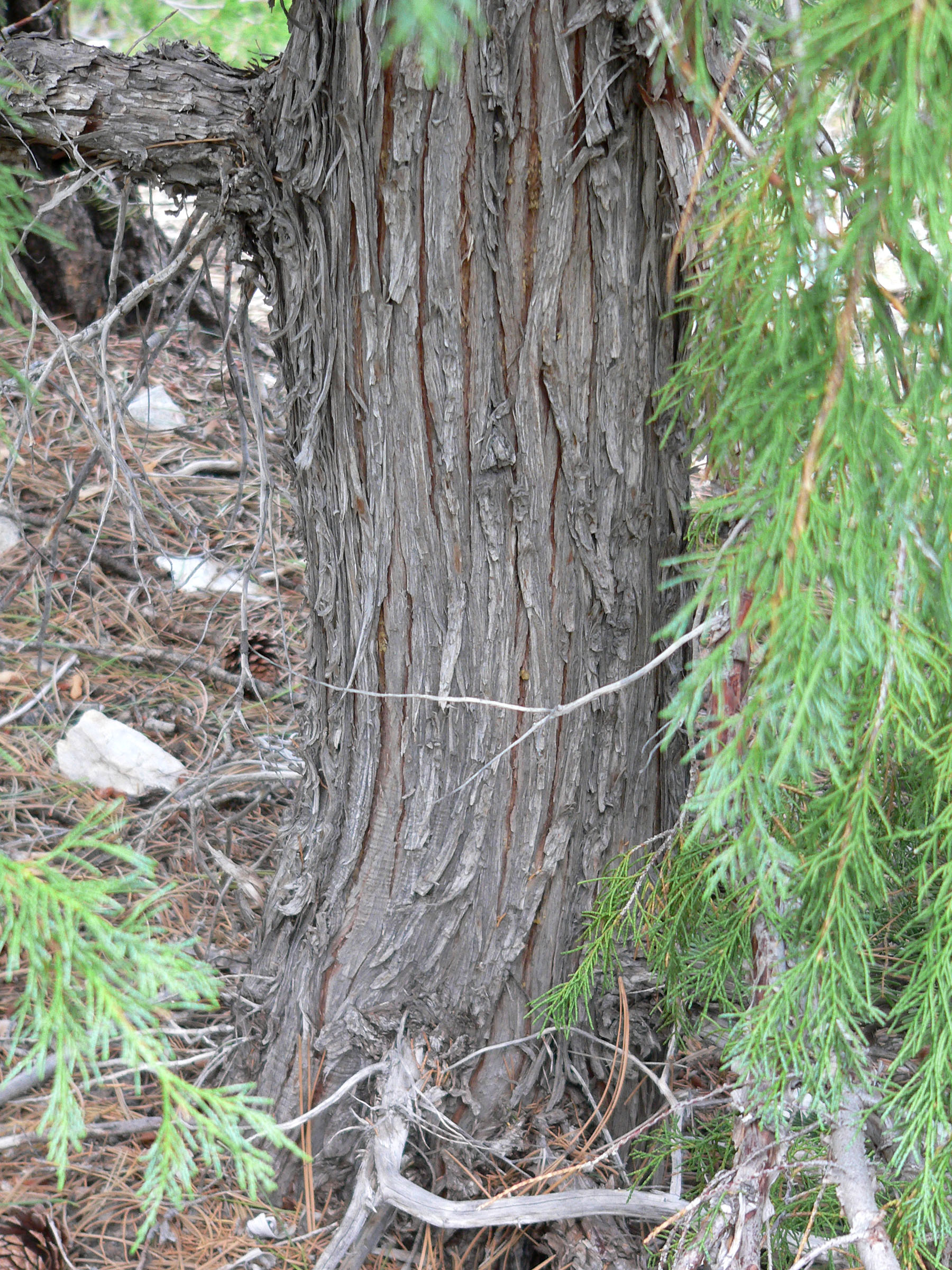
Kmen jalovce skalního
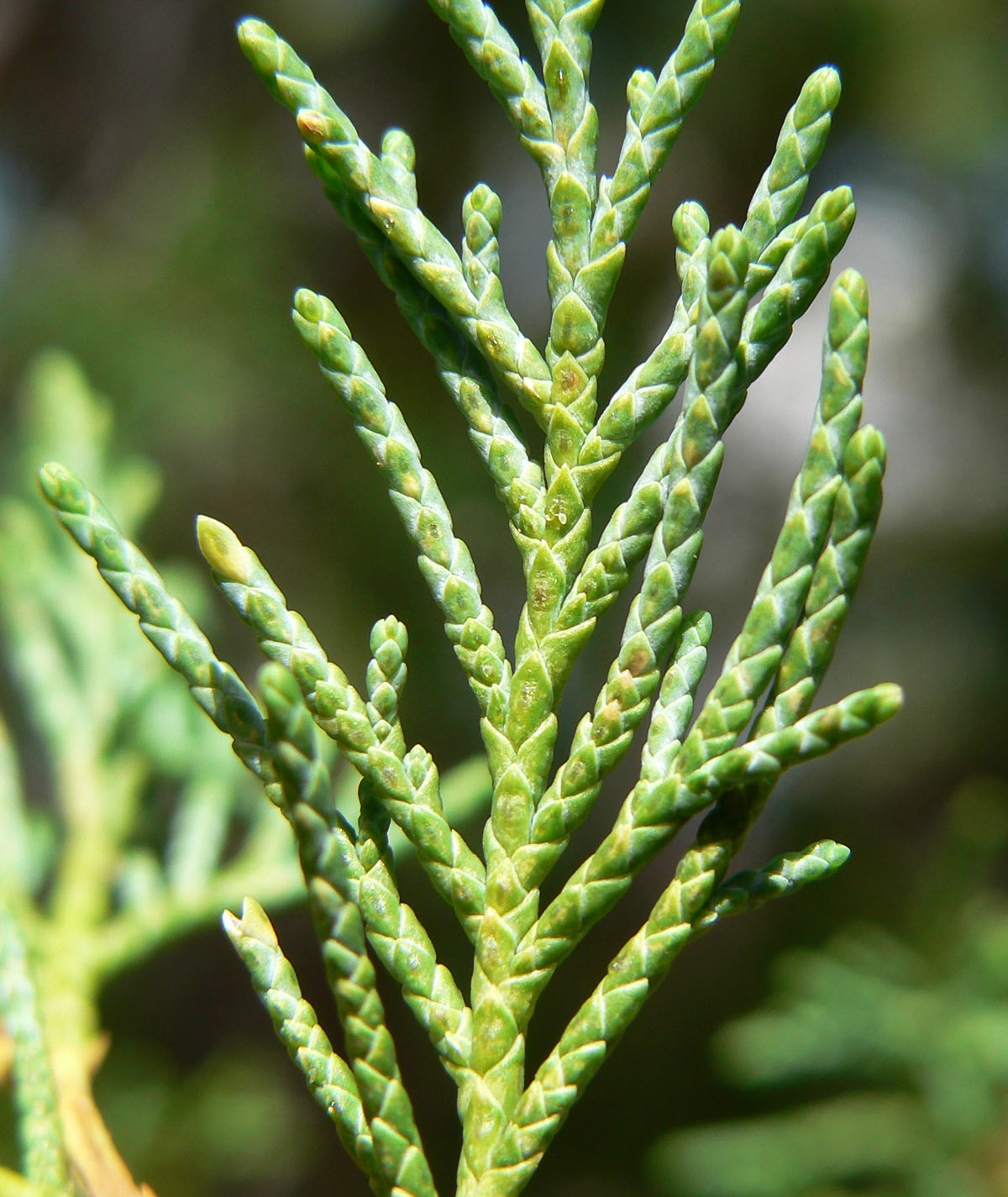
Detail jehličí jalovce skalního
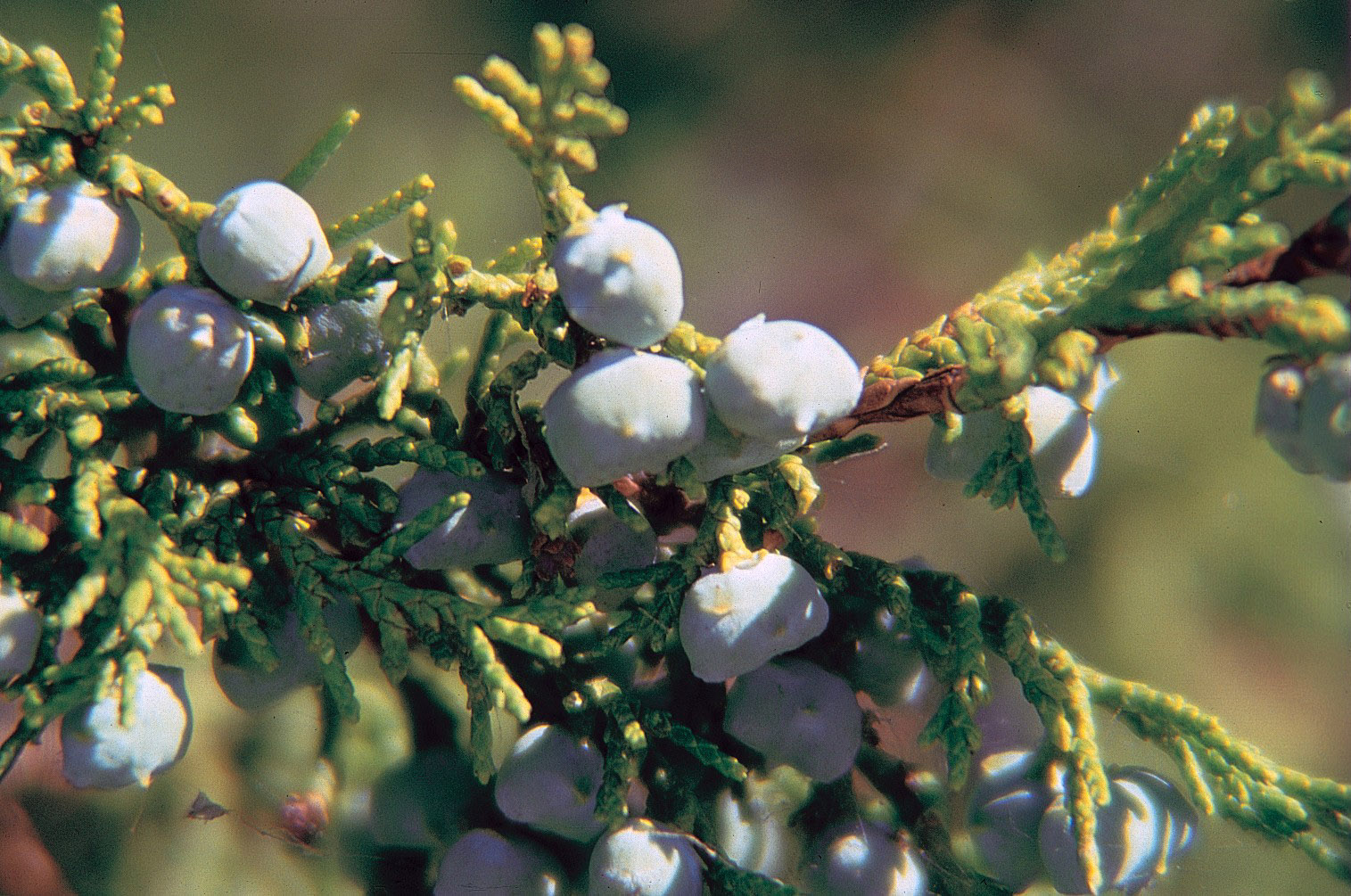
Plody jalovce skalního

## Rozšíření
Jalovec skalní se vyskytuje v západní polovině Severní Ameriky od Kanady po Texas, okrajově zasahuje i do severního Mexika. V USA zasahuje na východ po Severní a Jižní Dakotu. Nejsevernější výskyt je v Britské Kolumbii. Roste zejména na skalnatých stanovištích v nadmořských výškách 0 až 2700 metrů. Je relativně běžný, zejména v oblasti Skalistých hor.

## Rekordy
Největší exemplář, nalezený v Utahu, má výšku 12 metrů, průměr kmene 2 metry a šířku koruny 6 metrů.
Nejstarší exemplář byl nalezen v Novém Mexiku a jeho věk byl podle letokruhů datován na 1888 let.

## Taxonomie
Juniperus scopulorum je v rámci rodu Juniperus řazen do sekce Sabina. V minulosti byl spojován s jalovcem viržinským (J. virginiana).
V roce 2007 byl popsán nový druh, Juniperus maritima. Vyskytuje se v Pugetově zálivu ve státě Washington a v minulosti nebyl od J. scopulorum odlišován. Mezi další blízce příbuzné druhy náležejí karibské jalovce J. barbadensis, J. bermudiana, J. gracilior, J. lucayana a J. saxicola a mexické J. blancoi a J. mucronata. Jedná se vesměs o vzácné druhy.
Na okrajích areálu se jalovec skalní přirozeně kříží s jalovcem viržinským (J. virginiana) a jalovcem polehlým.

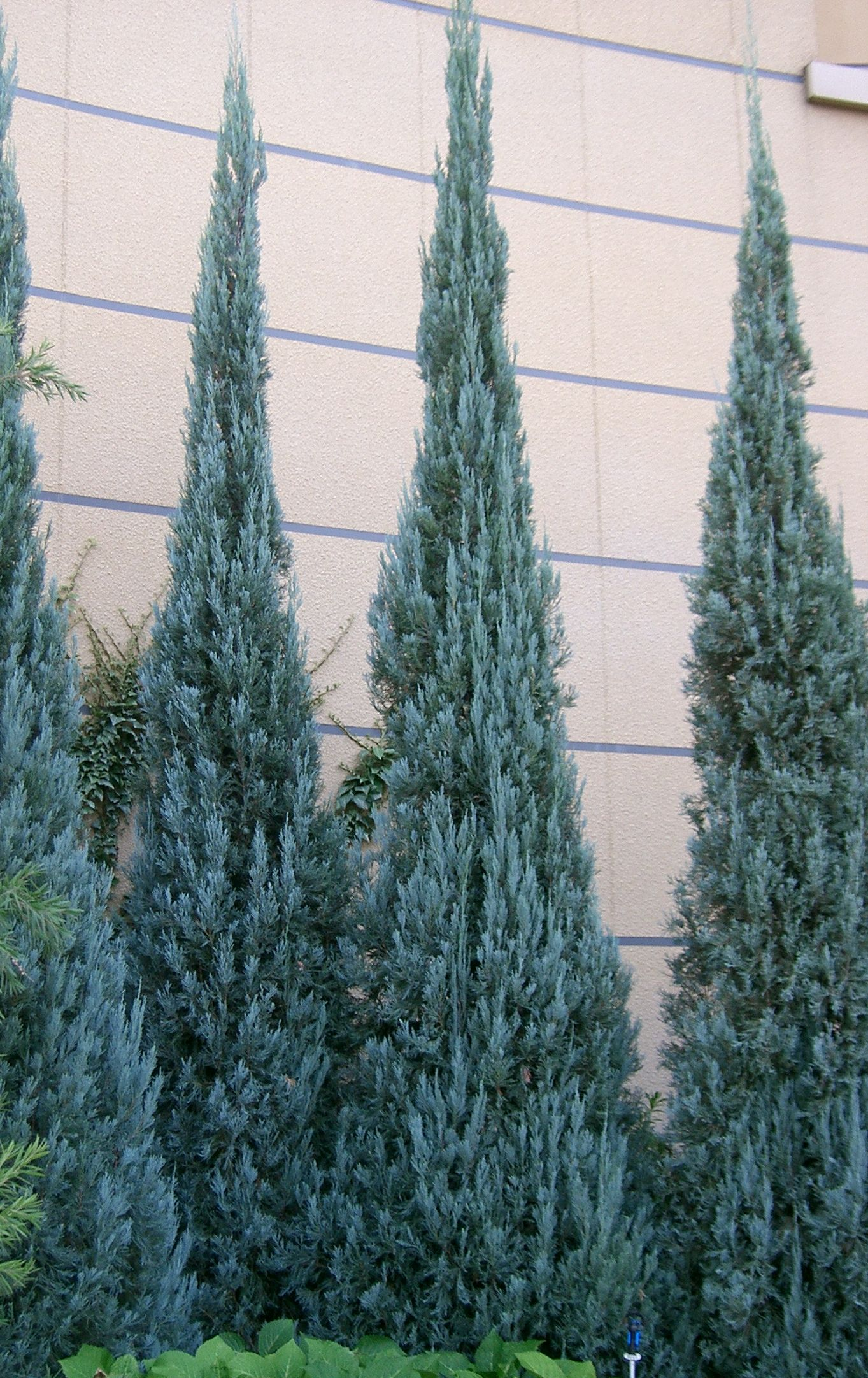
Jalovec skalní, kultivar 'Blue Heaven'

## Rozlišovací znaky
Od habituelně podobného jalovce viržinského se odlišuje zejména šupinovitými jehlicemi, které se téměř nepřekrývají (max. do 1/5 délky), kdežto u jalovce viržinského se překrývají více než z 1/4. Jalovčinky jalovce skalního zrají 2 roky a proto jsou na stromě v jednom okamžiku přítomny plody 2 velikostí.

## Význam

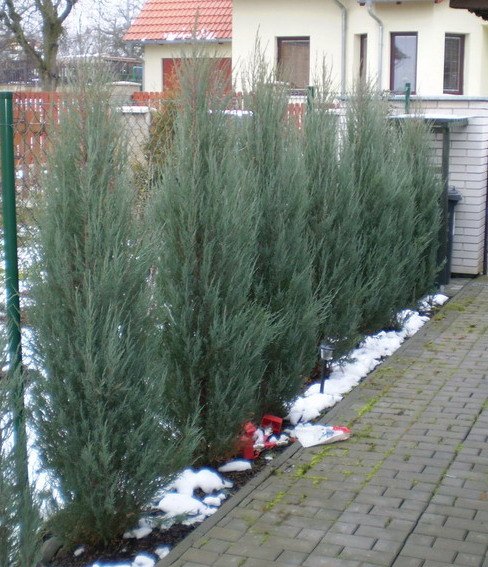
Jalovec skalní 'Skyrocket'

Jalovec skalní je v České republice pěstován jako okrasná dřevina.
Často se používají v zahradnictví do živých plotů, nebo jako solitéry. Křížením a výběrem bylo vyšlechtěno mnoho kultivarů jalovců (viz kultivary jalovců ) pro okrasné účely.

### Kultivary
- Juniperus scopulorum 'Admiral'
- Juniperus scopulorum 'Blue Arrow'
- Juniperus scopulorum 'Blue Heaven'
- Juniperus scopulorum 'Chandler's Silver'
- Juniperus scopulorum 'Columnaris'
- Juniperus scopulorum 'Cologreen'
- Juniperus scopulorum 'Gareei'
- Juniperus scopulorum 'Hill's Silver'
- Juniperus scopulorum 'Horizontalis'
- Juniperus scopulorum 'Moffat Blue'
- Juniperus scopulorum 'Repens'
- Juniperus scopulorum 'Silver Star'
- Juniperus scopulorum 'Skyrocket'
- Juniperus scopulorum 'Springbank'
- Juniperus scopulorum 'Tolleson's Blue Weeping'
- Juniperus scopulorum 'Viridifolia'
- Juniperus scopulorum 'Welchii'
- Juniperus scopulorum 'Wichita Blue'[6]

Kultivary 'Skyrocket' a 'Blue Arrow' jsou často nesprávně zaměňovány. Některé kultivary J. scopulorum jsou nezřídka uváděny jako kultivary J. virginiana, a to i v botanických zahradách.